# Pietro Folena
Pietro Folena (Padova, 14 agosto 1957) è un politico italiano.

## Biografia
Nasce a Padova il 14 agosto 1957, ultimogenito dei 4 figli di Gianfranco Folena, linguista e filologo, e Elisabeth "Lizbeth" Marcilhacy, pittrice e poetessa francese. Possiede la doppia cittadinanza italiana e francese.
Ha frequentato il liceo classico e si è laureato in Scienze Politiche e Sociali.

### Attività politica
Incomincia la sua attività politica nei movimenti studenteschi della sua città, iniziando a militare nella Federazione Giovanile Comunista Italiana (FGCI), l'organizzazione giovanile del Partito Comunista Italiano (PCI), divenendo il segretario provinciale a Padova e regionale in Veneto della FGCI, ricoprendo gli incarichi per qualche tempo.
Dal 1980 al 1982 è stato a Roma come responsabile nazionale scuola e università della FGCI, mentre dal 1982 al 1985 è segretario comunale del PCI a Padova. Nei primi di giugno 1984 organizza un comizio a Piazza della Frutta di Padova, in vista delle successive elezioni europee, che passerà alla storia come l'ultimo comizio di Enrico Berlinguer prima di morire.
Agli inizi del 1985 viene scelto personalmente dal segretario generale del PCI Alessandro Natta come segretario nazionale della FGCI, carica che mantiene fino al 1988: membri della sua segreteria furono fra gli altri il pugliese Nichi Vendola, Franco Giordano, Gianni Cuperlo, Giorgio Airaudo, Claudio Stacchini, Gianfranco Burchiellaro, Stefania Pezzopane, Fabrizio Rondolino, Gianfranco Nappi, Luciano Vecchi.
Alle elezioni politiche del 1987 viene eletto deputato per la prima volta, poi rieletto nel 1992 e nel 1996. Dal 1988 è segretario regionale in Sicilia del PCI prima e del Partito Democratico della Sinistra poi, promuovendo la primavera di Palermo e la grande mobilitazione civile antimafia dopo gli assassinii di Giovanni Falcone e di Paolo Borsellino. Nel 1995 assume l'incarico di responsabile giustizia del PDS - che mantiene poi nei DS -, e successivamente di tutto il settore sicurezza, forze armate, problemi dello stato, entrando a far parte della Commissione Bicamerale per la riforma costituzionale presieduta da Massimo D'Alema.
Nel 1998 è coordinatore nazionale dei Democratici di Sinistra durante la segreteria di Walter Veltroni.
Rieletto deputato nel collegio uninominale di Manfredonia alle elezioni politiche del 2001, dopo il Congresso di Pesaro dello stesso anno, che elegge segretario dei DS Piero Fassino, Folena è leader, insieme con Fabio Mussi, del cosiddetto Correntone. Nel 2005  si candida a sindaco del piccolo comune pugliese di Mattinata ma ne esce sconfitto. Dopo queste elezioni, anche a seguito del mancato sostegno di una parte del suo partito, decide di distaccarsi dai DS, che stavano scegliendo di spostarsi verso posizioni moderate, per divenire indipendente del gruppo parlamentare di Sinistra Europea-Rifondazione Comunista.
A luglio 2005 promuove la nascita dell'associazione "Uniti a Sinistra", che vedrà l'adesione dei parlamentari Francesco Martone e Antonello Falomi e dei sindacalisti della Cgil Paolo Nerozzi, Gianni Rinaldini, Enrico Panini e Carlo Podda . L'associazione sosterrà la candidatura di Fausto Bertinotti alle elezioni primarie de L'Unione, in vista della costituzione della sezione italiana della Sinistra Europea.
Alle elezioni politiche del 2006 riceve un nuovo mandato elettorale alla Camera, venendo eletto, come capolista, tra le lista del PRC nella circoscrizione Puglia. Il 6 giugno 2006 è eletto presidente della commissione cultura della Camera dei deputati. In questa veste promuove un'indagine sugli scandali di Calciopoli e si occupa del precariato, in particolare quello della scuola e dei giornalisti. Sostenitore del software libero, è stato presentatore di un apposito progetto di legge.
Non rieletto alle Elezioni politiche del 2008 sotto il simbolo della Sinistra l'Arcobaleno, progetto a cui la UaS aveva aderito, dal 6 marzo 2009 decide di fare un passo indietro dai ruoli di direzione politica e di impegnarsi in un nuovo progetto culturale. L'associazione proseguirà la propria attività fino al 2009, esprimendo due candidature nella Lista anticapitalista alle elezioni europee del 2009.
L'11 novembre 2009 annuncia la sua adesione al Partito Democratico. All'inizio del 2012 dà vita, insieme con Carlo Ghezzi della CGIL, Emilio Gabaglio e Franco Lotito e esponenti del movimento sindacale, dell'ambientalismo e della società civile, al Laboratorio Politico per la sinistra, associazione politica delle idealità socialiste, ecologiste e solidaristiche del PD. Nel 2013 il Laboratorio Politico per la Sinistra dà vita, insieme con Cesare Damiano, Vannino Chiti, Mimmo Lucà e i Cristiano Sociali, alla Costituente delle Idee, un soggetto politico che si proponeva di rimettere al centro della vita del PD contenuti di sinistra.
Ha attivamente promosso e sostenuto la campagna per il No nel referendum del 4 dicembre 2016 sul progetto di riforme costituzionali approvato dal Parlamento.
Successivamente il Laboratorio si è attivamente impegnato attorno alle tematiche di un nuovo socialismo. Nel settembre 2020 ha fondato, insieme ad altri, la scuola di politica denominata Università dell'Uguaglianza, che inizierà i suoi corsi nell'autunno-inverno 2020-2021.
All'inizio del 2009 fonda, insieme con l'amico Vittorio Faustini, l'associazione "MetaMorfosi", di cui è Presidente, organizzatrice di mostre di arte classica, moderna e contemporanea e di eventi culturali in Italia e in tutto il mondo, che ha finanziato il restauro di opere d'arte, la pubblicazione di lavori scientifici in questo settore e che sostiene importanti istituzioni culturali del Paese. Questa associazione è divenuta in questi anni uno dei principali soggetti in questo campo.
È presidente della società Artnews srl, che edita il quotidiano on-line di arte e di mostre Artemagazine, di cui è direttore editoriale.
Ha collaborato con numerose testate giornalistiche e televisive, tra cui l’Unità, Epolis,  Red Tv, Lettera43, Dazebaonews, Huffington Post. Il suo blog è Terra di Nessuno, incominciato nel 2004.
Ha pubblicato alcuni saggi, in parte dedicati ad una ricostruzione storico-politica delle vicende della sinistra italiana nel secondo dopoguerra  - in particolare I ragazzi di Berlinguer, nel 1998, e Servirsi del Popolo, nel settembre 2020.

## Vita privata
Ha tre figli, Camilla, Gianfranco e Lucrezia.

## Opere
- Siamo tutti siciliani, Laterza, 1993
- Il tempo della giustizia, Editori Riuniti, 1995
- I ragazzi di Berlinguer, Baldini Castoldi Dalai, 1998; II ed. 2004
- Know Global, Baldini Castoldi Dalai, 2003
- Senza aggettivi, Baldini Castoldi Dalai, 2005
- L'unione fa la sinistra, Editori Riuniti, 2008
- Il potere dell'arte, Data News, 2013
- Enrico e Francesco. Pensieri Lunghi.  Castelvecchi, 2017
- Servirsi del Popolo, La Nave di Teseo, 2020